# Лейбград, Сергей Моисеевич
Серге́й Моисе́евич Лейбгра́д (род. 14 января 1962, Куйбышев) — русский поэт,
культуролог, публицист, теле- и радиоведущий, литературтрегер.

«…Границы между жанрами в творчестве Сергея Лейбграда весьма условны. Главное для него — ритм и приключения слова в бесконечных поисках смысла. Лейбград — туземец поэзии, чистый лирик, неустанно выметающий из своего дома сор шаблонных фраз и конвенциональных чувств и в неустанности этого действия понимающий его трагическую бессмысленность. Сизиф, любовно оглаживающий свой камень». (Ирина Саморукова)

## Биография
Родился в семье учительницы французского языка Клары Шмаевны Лейбград и военного врача Моисея Акивовича Лейбграда. Окончил с отличием Куйбышевский институт культуры (1984). Служил в армии. Женат, имеет двоих детей (дочь и сын).
Работал ответственным редактором-составителем «Историко-культурной энциклопедии Самарского края» (1990—1995), главным редактором радио «Эхо Москвы в Самаре» (1999—2002), литературным редактором архитектурного журнала «А. С. С. — Проект Волга». Создатель и главный редактор вестника современного искусства «Цирк Олимп» (1995—1998), где публиковались ведущие авторы неподцензурной и постмодернистской литературы (Вс. Некрасов, Г. Айги, Дм. Ал. Пригов, А. Сергеев, В. Тучков, Л. Рубинштейн, М. Айзенберг, И. Ахметьев, В. Кривулин, А. Ожиганов, Т. Кибиров, Г. Лукомников, А. Макаров-Кротков, Д. Воденников, С. Львовский и др.).
Автор и ведущий литературно-художественных и аналитических программ («Мера доверия», «Удовольствие от текста», «Эхо культуры», «Инверсия», «Славянский базар», «Дриблинг», «Избранное», «Вкус дня», «Свидетели Самары», «Утренний разворот») на радио «Эхо Москвы» в Самаре (1998—2002, 2010—2020 и с 2021), политических и художественно-экспериментальных программ («Метабола», «Впрочем», «Совет безопасности») на телеканале «Терра-НТВ» (Самара, 2000—2006), ток-шоу «Южная трибуна» на канале «РИО» и «Губерния» (с 5 мая 2006) и «Правила игры» на канале «ДЛД» (с 22 марта 2011).
Режиссёр-постановщик «драматических инсталляций» — «Картотека немоты» (по текстам Льва Рубинштейна, 1997), «Апуфеоз» (по текстам Дмитрия Пригова, 1998), «Пушкин после Пушкина» (1999) и перформансов.
Автор 12 документальных фильмов из цикла «Музей самарского футбола» (премьера первой картины «Танго Виктора Карпова» состоялась 4 марта 2011 года на телеканале «ДЛД»). Фильм С. Лейбграда из этого цикла «Весь этот джаз Галимзяна Хусаинова» стал победителем второго Открытого фестиваля спортивного кино и телевидения в Тольятти (номинация «Спорт и общество», октябрь 2013 г.).
Преподавал историю мировой художественной культуры в самарских вузах: Педагогическом университете, Гуманитарной академии, Академии искусств и культуры и Архитектурно-строительном университете. Инициатор и организатор всероссийских и международных фестивалей актуального искусства «Диалог без посредников», «Равновесие вина и любви», «Пушкин после Пушкина», «Европейские дни в Самаре» (1995—2005), куратор литературно-театрального фестиваля «Майские чтения» в Тольятти (1990—2007, 2009).
Автор проекта и куратор Музея самарского футбола. Соредактор литературно-художественного и аналитического интернет-портала «Цирк „Олимп“+TV» (с 2011 года). Главный редактор информационного агентства и экспертного портала «Засекин» (с июня 2012 года до декабря 2017 года).
Участник конгресса «Украина — Россия: диалог», проходившего 24—25 апреля 2014 года в Киеве.
23 января 2021 года Лейбград был задержан на митинге за освобождение Алексея Навального и других политических заключённых. В марте 2022 года суд признал задержание незаконным.
В 2022 году Сергей Лейбград осудил военную агрессию России против Украины.
С сентября 2022 года по пятницам выходит программа «Время сознания» на YouTube-канале «Разворот», в которой Сергей Лейбград подводит итоги недели.

## Творчество
«В текстах Лейбграда нет отдельных слов, есть цепочки, нить, пластика языка, которая поддерживает речевой поток в постоянном напряжении. Потому что тексты Лейбграда — это ускользающие смыслы невнятного бормотания, „кипяток сознания“, в который невозможно погрузиться, не обжегшись, и который невозможно остудить». (Галина Ермошина. Самарский верлибр на фоне российской поэзии)

Сергей Лейбград — автор семнадцати книг стихотворений и эссе, изданных в Москве, Самаре, Тольятти и Израиле. Победитель (первая премия) самарского областного фестиваля молодой поэзии (1989). Лауреат Фестиваля русской поэзии в Германии (1990) и фестиваля «Культурные герои XXI века» (1999). Участник Всемирного конгресса русской прессы в Нью-Йорке и Европейской академии поэзии в Хельсинки (2000), Первого международного фестиваля поэзии в Москве (2001), семинаров поэтов стран Балтии «НордВест» в России, Швеции, Финляндии, Эстонии и Литве (1996—2004), фестиваля современной российской поэзии «ГолосА» (2008, 2009, 2012) и международного фестиваля современного искусства «Белые ночи в Перми» (проект «Поэт в городе», 2012). Публиковал стихотворения и эссе в журналах и альманахах «Дружба народов», «Пушкин», «Русский журнал», «Новое литературное обозрение», «Остров», «Воздух», «Дирижабль», «Дети РА», «Лик», «День поэзии», «Истоки», «Золотой век», «Час культуры», «Послания», «Перформанс», «Таволга», ROAR и др. Тексты Лейбграда включены в антологии «Нестоличная литература», «Диалог без посредников», «Америка глазами русских писателей», «Времена и пространства: русская поэзия XX века», «Антология современной русской поэзии 1989—2009» (Франция, 2010), «Поэтический путеводитель» (Пермь: Культурный альянс, 2012), «Понятые и свидетели. Хроники военного времени. Вторая книга» (Тель-Авив, 2022), «Поэзия последнего времени. Хроника» (СПб: Издательство Ивана Лимбаха, 2022), переведены на английский, немецкий, французский, польский, финский, шведский, латышский, литовский и эстонский языки.

«Каждая следующая книга Сергея Лейбграда продолжает предыдущую и все отчётливее обозначает какую-то „передовую линию“. Позади неё — обстоятельства преодоленные, впереди — обстоятельства непреодолимые, но тем не менее преодолеваемые. Энергия такого наступательного сопротивления и есть, вероятно, основное свойство поэзии Лейбграда. Преодоление инерции: стихосложения, жизни. Не „сочинение“, а перенесенный в область словесности единый и единственный сюжет. Судьба, если хотите». (Михаил Айзенберг)

В 2003 году по итогам опроса, проведенного редакцией журнала «Босс» и самарским отделением Союза журналистов России, Сергей Лейбград был признан «Звездой Самарской губернии» в номинации «Поэзия». Лауреат общественной премии «Посол Самарской губернии» в номинации «Литератор и публицист 2003 года» . Лауреат премии за лучшую поэтическую публикацию литературно-художественного журнала «Футурум» в 2013 году. Стихотворение Лейбграда «приснилось…» вошло в премиальный лист литературной премии «Поэзия» в номинации «Стихотворение 2020 года».
Член Московского отделения Союза литераторов России.
Член Союза журналистов России. Член-корреспондент Самарской гуманитарно-эстетической академии.
Как отмечает доктор филологических наук Ирина Саморукова,

Лейбград почитается и в Самаре и далеко за её пределами как поэт, культуролог, публицист, редактор, преподаватель, историк-краевед, арт-провокатор, правозащитник, телеведущий, акционист, оппонент генерала Макашова …Словом, Лейбград — это образ жизни.

## Книги
- Своя чужая душа. Стихи. — Самара: Книжное изд-во, 1991. — 32 с.
- Силлабо-тонические стихи. Самара, 1992. — 52 с.
- Проба на испуг. Стихи. — Самара: Центр «Информ-видео-пресс», 1993. — 66 с.
- Самаритянин. Стихотворения. — М.: Современный писатель-Олимп, 1993. — 94 с.
- Словарь для опоздавшего. Стихи и проза. — Самара: ЛП «ВИФ», 1995. — 44 с.
- Лирический синдром. Стихи. — Самара: ЛП «ВИФ», 1998. — 62 с.
- Слепая вода. Стихи и эссе. — Самара: А. С. С.- Проект «Волга», 2000. — 48 с.
- Соблазн отчаяния (1982—2002). Стихи и другие тексты. —— Тольятти: Литературное агентство Вяч. Смирнова, 2002. — 255 с.
- Атипичная лирика. Стихи и эссе. — Самара: АНИ, 2003. — 56с.
- Безумие и нежность, или Опыт развоплощения. Самара: АНИ, 2006. — 88 с.
- Позёмка дыма, или Вне зоны действия сети. Самара: Ассоциация независимого искусства, 2006. — 64 с.[10]
- Течение времени. Стихи. — Самара: ДСМ, 2008. — 116 с.
- О чём речь. Тринадцатая книга стихотворений. — Самара: ДСМ, 2012. — 80 с.
- Стеклянная мгла. — Самара: изд-во «Засекин», 2013 — 64 с. (Поэтическая серия "Цирка «Олимп»)
- Распорядок ночи: стихи. — Самара: изд-во «Засекин», 2016 — 72 с. (Библиотека "Цирка «Олимп»)
- Убитое время: стихи[11]. — Самара, изд-во «Слово», 2020 — 72 с.
- когда нигде.[12] —  Издательство «Книга Сефер». Проект «Вольное книгопечатание». Израиль, 2023. – 134 с.